# Anders Björck
Anders Björck (ur. 19 września 1944 w Nässjö) – szwedzki polityk, działacz Umiarkowanej Partii Koalicyjnej, długoletni parlamentarzysta, w latach 1991–1994 minister obrony.

## Życiorys
Kształcił się w szkołach w Nässjö. Od początku lat 60. związany z Umiarkowaną Partią Koalicyjną. Był przewodniczącym jej organizacji uczniowskiej Moderat skolungdom (1963–1965) oraz młodzieżówki Moderata ungdomsförbundet (1966–1971).
W latach 1969–2002 wykonywał mandat deputowanego do Riksdagu. W latach 1989–1991 był przewodniczącym Zgromadzenia Parlamentarnego Rady Europy. Od października 1991 do października 1994 sprawował urząd ministra obrony w rządzie Carla Bildta. W latach 1994–2002 zajmował stanowisko wiceprzewodniczącego Riksdagu. Od 2003 do 2009 pełnił funkcję gubernatora regionu Uppsala.